# Arturo (album)
Arturo è il primo album in studio del rapper italiano Side Baby, pubblicato il 19 aprile 2019 da Island Records e Universal Music Italia.

## Tracce
1. Freddo (feat. Luchè) – 3:50
2. Ghiaccio – 2:08
3. Jappone – 2:21
4. Lei dice – 2:47
5. Frecciarossa (feat. Guè) – 2:29
6. Mostro – 2:23
7. Non ci sei tu – 1:40
8. Rip – 2:41
9. Xsempre – 2:46
10. Plutone – 2:51
11. Arturo – 2:09

Traccia bonus nella riedizione digitale
1. Rip RMX (feat. Shiva) – 2:39

## Classifiche

### Classifiche settimanali
| Classifica (2019) | Posizione massima |
| ----------------- | ----------------- |
| Italia            | 3                 |